# Charles Fox Parham
Charles Fox Parham (ur. 4 czerwca 1873 w Muscatine, zm. 29 stycznia 1929 w Baxter Springs) – amerykański kaznodzieja i ewangelista. Wraz z Williamem Josephem Seymourem, był jednym z prekursorów ruchu zielonoświątkowego.

## Życie
Charles Fox Parham urodził się w 1873 roku w Muscatine, w stanie Iowa. Już jako były pastor metodystyczny prowadził szkołę biblijną Bethel Bible w Topeka. W tej szkole 31 grudnia 1900 roku miało miejsce pierwsze tzw. przeżycie zielonoświątkowe (przyjmuje się też datę 1 stycznia 1901 roku) kiedy jedna z uczennic Agnes Ozman jako pierwsza po modlitwie z włożeniem rąk zaczęła modlić się innymi językami. W kolejnych dniach podobne doświadczenie przeżyła ponad połowa studentów oraz sam Parham, doznali tzw. daru mówienia językami a także, jak twierdził Parham, zaobserwowano języki ognia nad ich głowami. Pastor Parham sformułował pierwotną zielonoświątkową doktrynę, mówiącą, że mówienie językami jest „biblijnym dowodem” Chrztu w Duchu Świętym. 
Parham wzbudzał kontrowersje w zakresie jego postaw i poglądów na udział czarnoskórych Amerykanów. Jego eschatologia była zbliżona do adwentystycznej.
Jesienią 1906 roku Parham został oskarżony o homoseksualizm. W związku z tym został aresztowany w 1907 roku w San Antonio (Teksas) pod zarzutem „popełnienia nienaturalnego przestępstwa”, wraz z 22-letnim współoskarżonym, J.J. Jourdanem. Parham wielokrotnie zaprzeczał, aby był praktykującym homoseksualistą, jednak prasa uparcie zarzucała mu to. Oskarżenia te miały wpływ na upadek jego pracy misyjnej.